# Chó rừng
Chó rừng là tên gọi một số loài động vật thuộc họ Chó, thông thường được giới hạn trong ba loài: loài chó rừng lưng đen và chó rừng vằn hông của vùng cận Sahara và loài chó rừng lông vàng của lục địa Á-Âu. Các loài chó rừng lưng đen và vằn hông có quan hệ huyết thống gần gũi với nhau hơn là so với loài chó rừng lông vàng - vốn có quan hệ gần gũi hơn với chó sói, chó sói đồng cỏ Bắc Mỹ và chó nhà. Trong tiếng Anh, chó rừng (Jackal) từng được dùng để gọi các loài thuộc chi Chó có kích thước nhỏ và trung bình.
Chó rừng và chó sói đồng cỏ Bắc Mỹ (đôi khi được gọi là "chó rừng châu Mỹ") là các loài ăn thịt "cơ hội": chúng săn bắt các động vật kích thước nhỏ tới trung bình và cũng là các loài động vật ăn xác thối. Chúng có những chiếc chân dài cũng như răng nanh cong rất thích hợp với việc săn các loài thú, chim, bò sát nhỏ; còn bàn chân lớn và việc xương chân dính liền với nhau giúp chúng có thể hình cực tốt thích hợp cho việc chạy đường trường mà không bị mất sức: chúng có thể chạy với tốc độ 16 km/h (9,9 mph) trong một thời gian rất dài. Chó rừng là động vật hoàng hôn, chúng hoạt động tích cực nhất vào lúc bình minh hoặc lúc chạng vạng tối.
Đơn vị xã hội thông dụng nhất của chó rừng là một cặp chó đực-cái, chúng xác lập biên giới lãnh thổ bằng phân và nước tiểu và sẵn sàng tấn công quyết liệt những kẻ xâm nhập lạ mặt. Phần lãnh thổ này đủ lớn cho các con non mới trưởng thành sống tạm với cha mẹ trước khi chúng "ra ở riêng". Chó rừng nhiều khi cũng tụ tập thành những nhóm nhỏ, ví dụ như trong trường hợp cùng nhau chia chác một xác động vật chết; tuy nhiên chúng vẫn thường đi săn một mình hay theo cặp hơn.

## Từ nguyên
Tên tiếng Anh của loài chó rừng là "jackal", từ này xuất phát từ chữ شغال shaghāl trong tiếng Ba Tư, sang tiếng Thổ Nhĩ Kỳ nó trở thành çakal, và cuối cùng sang tiếng Phạn thành शृगाल śṛgāla.

## Quá trình phân loại và mối quan hệ huyết thống

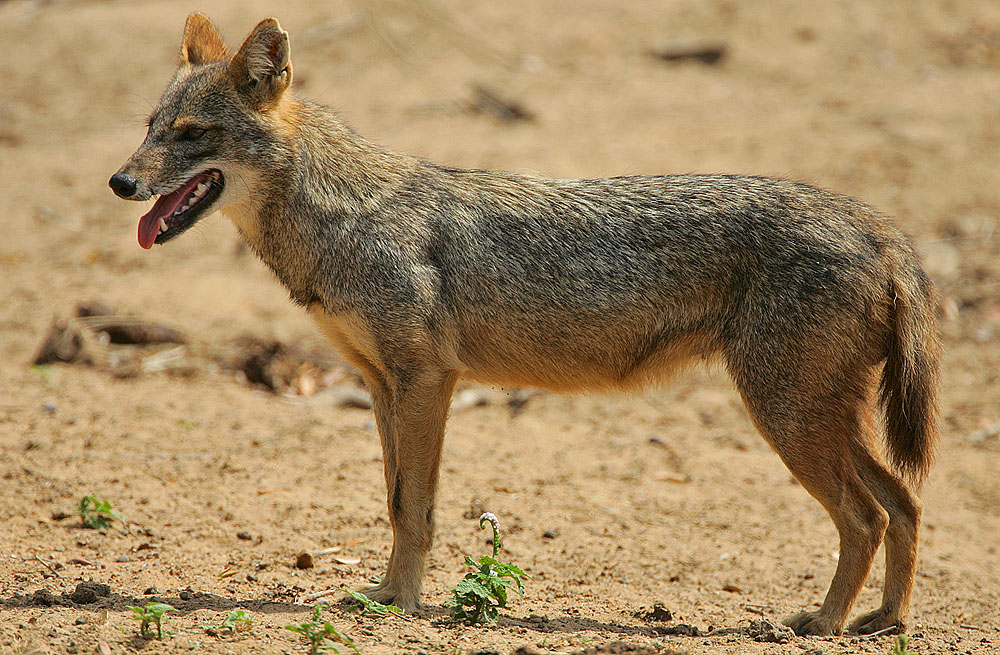
Loài chó rừng lông vàng có quan hệ huyết thống gần gũi với chó sói và chó sói đồng cỏ Bắc Mỹ hơn là các loài chó rừng.

Quá trình phân loại chó rừng có nhiều thay đổi theo thời gian do sự thay đổi về hiểu biết của con người về quan hệ của chúng với các loài chó khác.
Tương quan giữa chó rừng và chó sói đồng cỏ Bắc Mỹ khiến Lorenz Oken, vào năm 1816, trong tập 3 của tác phẩm Lehrbuch der Naturgeschichte, xếp chúng vào một chi mới là "chi Chó rừng" (Thos, lấy từ tên tiếng Hy Lạp cổ θώς), tuy nhiên thuyết của ông không mang lại nhiều ảnh hưởng trong ngành phân loài học lúc đó. Ángel Cabrera Latorre, trong chuyên khảo năm 1932 của ông về các loài thú ở Maroc, đã đặt nghi vấn về sự hiện diện của đai răng ở răng hàm trên của chó rừng trong khi các loài khác của chi Chó thì không có - điều này có thể minh chứng cho sự tồn tại của một nhóm cận loài trong chi này. Trên thực tế, Cabrera vẫn xem các loài chó rừng nằm trong chi Chó hơn là đặt nó trong chi Chó rừng riêng như Oken.
"Chi Chó rừng" (Thos) của Oken được Edmund Heller nhắc lại vào năm 1914, Heller là người ủng hộ việc thành lập một chi mới này. Tên gọi mà Heller đặt cho nhiều loài và phân loài chó rừng khác nhau vẫn tồn tại tới ngày nay, mặc dù phần tên chi trong danh pháp của chúng đã được chuyển từ Thos trở lại Canis.
Các nghiên cứu hiện tại đã làm rõ mối quan hệ huyết thống giữa các loài chó rừng. Mặc dù có những điểm giống nhau, những loài chó rừng không xuất phát từ cùng một nhánh trong "phả hệ" của họ Chó. Các loài chó rừng vằn hông và chó rừng lưng đen nằm trong một nhánh bao gồm sói đỏ và chó rừng châu Phi, trong khi đó chó rừng lông vàng thuộc về nhánh bao hàm chó sói Ethiopia, chó sói đồng cỏ Bắc Mỹ, và loài Canis lupus (bao gồm sói xám và chó nhà).
Kích thước và hình dạng trung gian của loài chó sói Ethiopoa (Canis simensis) khiến nhiều khi chúng được gọi là "chó rừng đỏ" hay "chó rừng dạng khỉ", nhưng dầu sao chúng vẫn được gọi là "sói" nhiều hơn.

## Các loài chó rừng
| Loài                                  | Tác giả tên ba phần | Mô tả | Khu vực sinh sống                                                  |
| ------------------------------------- | ------------------- | --- | ------------------------------------------------------------------ |
| Chó rừng vằn hông Lupulella adustus   | Sundevall, 1847     | Chủ yếu sinh sống trong các vùng nhiều rừng che phủ. Đây là loài chó rừng hiền lành nhất và ít khi săn bắt các loài thú lớn. | Trung Phi và Nam Phi                                               |
| Chó rừng lông vàng Canis aureus       | Linnaeus, 1758      | Loài chó rừng to lớn, cân nặng nhất và cũng là loài chó rừng duy nhất có khu vực sinh sống nằm ở ngoài Châu Phi. Mặc dù chúng thường được xếp chung nhóm với các loài chó rừng khác, các kết quả nghiên cứu di truyền và hình thái cho thấy chó rừng lông vàng có quan hệ huyết thống gần gũi hơn với sói xám và chó sói đồng cỏ Bắc Mỹ. | Bắc Phi, đông nam Châu Âu, Trung Đông, Tây Á và Nam Á              |
| Chó rừng lưng đen Lupulella mesomelas | Schreber, 1775      | Loài chó rừng kích thước nhỏ nhất và được xem là thành viên cổ xưa nhất của chi Chó. Nó cũng là loài chó rừng hung hăng nhất, chúng được ghi nhận từng tấn công các loài thú có cân nặng lớn gấp nhiều lần và it has more quarrelsome intrapack relationships                                                                            | Nam Phi và vùng duyên hải phía Đông của Kenya, Somalia và Ethiopia |